# Raucho
Raucho es una novela iniciática escrita por Ricardo Güiraldes y publicada por primera vez en 1917. Se trata de la primera novela de dicho escritor argentino y posee un carácter autobiográfico.

## Contexto literario
En el siglo XX, surgen dos grupos antagónicos en el contexto literario argentino: el grupo Boedo y el grupo Florida. El primero, se trata temas de tintes sociales y económicos: las clases trabajadoras y las injusticias sociales. Habían sido influenciados por el modelo realista de la literatura rusa.

El grupo Florida, por otro lado, tenía entre sus miembros a escritores pertenecientes a la élite argentina y se ocupaban más por cuestiones estilísticas; su objetivo primordial era crear la vanguardia argentina. También se preocuparon por el cuestionamiento de la rima y la métrica en la poesía. Apoyaron al dadaísmo, al surrealismo y todas las corrientes vanguardistas europeas en general. A este grupo pertenecieron Jorge Luis Borges, Oliverio Girondo, Ricardo Güiraldes, Leopoldo Marechal y Norah Lange, entre otros. 

La polémica entre estos dos grupos no es solamente de carácter social, sino que también refleja distintas maneras de concebir la literatura. Florida y Boedo utilizaron temáticas y lenguajes completamente distintos. 

Así como, por ejemplo, Roberto Arlt escribía, en la misma época que Güiraldes, sobre temas sociales y la perversión a la que el sistema económico sometía a las clases más pobres, Ricardo Güiraldes escribía sobre sus viajes a Europa y daba una mirada mucho más idealizada y literaria del gaucho.

## Argumento
En su comienzo, la obra está ambientada en la Pampa argentina. Raucho acaba de perder a su madre. Allí pasa toda su infancia y va evolucionando, creciendo en torno a las costumbres pampeanas.

Cuando deja el colegio, comienza a leer y los libros le abren la mente hacia un mundo que no conocía: el mundo de la bohemia, los vicios y los impulsos sexuales; le afectan hasta tal punto que quiere vivir lo mismo que cuentan las obras que lee, así que empieza por viajar a Buenos Aires, en busca de delirios nocturnos y prostíbulos, pero pronto se le queda pequeño.

Poco después, tras un suceso que destruye las tierras que trabaja a causa de una plaga de langostas, decide ir a París, donde se verá envuelto en una espiral de juego, drogas y sexo y donde conoce a Nina, una femme fatale con la que crea una relación basada en la destrucción y que le lleva al tópico de descenso a los infiernos. 

Cuando está sumido en lo más hondo de la decadencia, su amigo Rodolfo va a buscarle a París y le lleva de vuelta a la Pampa, lugar apacible en el que recuperará la calma y se alejará de la mala vida, volviendo con su familia y casándose con Asunción, la mujer que es capaz de proporcionarle la paz que él necesita.

## Personajes
Raucho. Personaje tras el cual se esconde la historia real de Güiraldes. Es un chico impulsivo y curioso que se deja llevar por las tentaciones para vivir las situaciones más extremas. El hecho de haber perdido a su madre desde niño le dificulta el entendimiento hacia las mujeres y le crea una cierta apatía que hace que no sepa cómo comportarse correctamente con ellas.

Rodolfo. Amigo de toda la vida de Raucho. Vive en Argentina y representa la mano que le saca de la absoluta decadencia.
Nina. Mujer fatal parisina que lleva una relación absolutamente destructiva con Raucho y que ayuda a que este se aproxime al precipicio en su descenso a los infiernos.

Su padre. Es un hombre pudiente en la Pampa que apoya económicamente a su hijo, Raucho, para que se vaya a París, pero deja de suministrarle dinero cuando se da cuenta de que se está gastando todo en vicios. Cuando Raucho vuelve, le proporciona un puesto y ayuda a su recuperación en la Pampa.

Asunción. Es la mujer apaciguada que le espera en la Pampa y que le proporciona la calma que Raucho necesita cuando regresa a su hogar.

## Ediciones
Raucho. Momentos de una juventud contemporánea, Buenos Aires, Juan Roldán, 1917.

—— Bilbao, Espasa-Calpe, 1932.

—— Buenos Aires, Losada, 1949.

—— Buenos Aires, Losada, 1953.

—— Buenos Aires, Emecé, 1954.

«Raucho», en Ricardo Güiraldes, Obras completas, Buenos Aires, Emecé, 1962.

Raucho, Buenos Aires, Centro Editor de América Latina, 1968.

Raucho. Momentos de una juventud contemporánea, Buenos Aires, Losada, 1969.

«Raucho», en Ricardo Güiraldes, Obras completas, Buenos Aires, Emecé, 1973.

Raucho, Buenos Aires, Centro Editor de América Latina, 1980.

«Raucho», en Ricardo Güiraldes, Don Segundo Sombra. Prosas y poemas, Caracas, Ayacucho, 1983. (Nota: solo incluye los cinco primeros capítulos).

«Raucho», en Ricardo Güiraldes, Obras completas, Buenos Aires, Emecé, 1985.

Raucho, Buenos Aires, Emecé, 1993.

—— Buenos Aires, Centro Editor de América Latina, 1993.

Raucho. Momentos de una juventud contemporánea, Alicante, Biblioteca Virtual Miguel de Cervantes, 2001.